# ユズモア
『ユズモア』は、ゆずの通算4作目のオリジナル・アルバム。2002年3月6日にセーニャ・アンド・カンパニーより発売。

## 解説
- シングル2曲を含む4作目のオリジナル・フルアルバム。特殊パッケージでリリースされた。初回限定盤はサイズが大きく、絵本をめくるような感じになっている。
- アルバム発売前にシングルが2タイトル発売になった。「アゲイン2」（2002年2月13日）はカップリング曲の「みぞれ雪」とともに当アルバムに収録されたが、「恋の歌謡日」（2002年2月20日）の収録曲は収録されていない。
- 「アゲイン2」のミュージック・ビデオを含め、村上隆がアートワークを担当している。
- アルバムに連動したコンサートツアー「ゆず 体育館ツアー 2002 ユズモラス」が実施された。ツアー本編後に横浜アリーナで行われた追加公演は、CS音楽チャンネルで編集されて放送されたほか、ほぼノーカットでDVD（VHS）が通販限定で販売された（『ゆず　Live Films ユズモラス 完全版』限定Tシャツ付）。なお、そのツアーではアルバム収録曲すべてが披露されたほか、「アゲイン」が収録されている。
- アルバムについてサブリーダー・岩沢は、当時のインタビューで「学生の頃、1枚のアルバムをクラス中で回して聴いたりしたが、今作はそんなアルバムになりえる（と思える）自信作」と語っていた。そんな岩沢だが、このアルバムのトラックダウンの際には寝てしまったというエピソードもある。
- 今までのアルバムとは違い2人だけの弾き語り曲が収録されていない。

## 収録曲
| 全編曲: 寺岡呼人・ゆず。 |                        |           |           |       |
| #                        | タイトル               | 作詞      | 作曲      | 時間  |
| 1.                       | 「ぼくの漫画の主人公」 | 北川悠仁  | 北川悠仁  | 3:09  |
| 2.                       | 「みぞれ雪」           | 北川悠仁  | 北川悠仁  | 3:52  |
| 3.                       | 「ダスキング」         | 岩沢厚治  | 岩沢厚治  | 3:40  |
| 4.                       | 「カナブン」           | 岩沢厚治  | 岩沢厚治  | 3:45  |
| 5.                       | 「アゲイン2」          | 北川悠仁  | 北川悠仁  | 4:24  |
| 6.                       | 「ぼやき電車」         | 北川悠仁  | 北川悠仁  | 5:28  |
| 7.                       | 「直径5mm」            | 岩沢厚治  | 岩沢厚治  | 3:42  |
| 8.                       | 「ほんの一時間前」     | 北川悠仁  | 北川悠仁  | 4:06  |
| 9.                       | 「始めの一歩」         | 岩沢厚治  | 岩沢厚治  | 3:26  |
| 10.                      | 「季節はずれ」         | 岩沢厚治  | 岩沢厚治  | 5:07  |
| 11.                      | 「GO★GO!!サウナ」      | 北川悠仁  | 北川悠仁  | 4:22  |
| 12.                      | 「3カウント」          | 岩沢厚治  | 岩沢厚治  | 3:34  |
| 13.                      | 「無力」               | 北川悠仁  | 北川悠仁  | 5:30  |
| 14.                      | 「ユーモラス」         | 北川悠仁  | 北川悠仁  | 5:41  |
| 合計時間:                | 合計時間:              | 合計時間: | 合計時間: | 59:46 |

## 楽曲解説
1. ぼくの漫画の主人公
北川の幼少時代の思い出が歌われた楽曲。
2003年5月23日の『たけしの誰でもピカソ』に出演した際に披露した。
後に「ズッコケ三人組」公式サポーターソングとなる。
2. みぞれ雪
12枚目のシングルのカップリング曲。
3. ダスキング
元々は、ダスキンの名前をそのまま付けようとしたが許可が下りず、現在の曲名になったという。
しかし、発売から約8年後のシングル「マイライフ」でタイアップが実現している。間奏部分には、言葉遊びが収録されている。この言葉遊びは「蕎麦屋のカレーが大好きさ。俺もカレーが大好きさ。カレーが大好き25歳。岩沢厚治は25歳。」を逆から読んでいる。
後に、ベストアルバム『ゆずのね 1997-2007』にも収録された。
4. カナブン
後に、ベストアルバム『ゆずのね 1997-2007』にも収録された。
5. アゲイン2
12枚目のシングル。シングルとアルバムでは前奏が異なる。
6. ぼやき電車
「トビラ」時代のような多少社会風刺を感じられる様な結構メッセージ性が強い歌詞の内容である。
7. 直径5mm
岩沢の泣きぼくろと同じ大きさだが、実際は関係ない。（ゆずのオールナイトユズノネより）
スズキ・MRワゴン CMソング。
8. ほんの一時間前
ラップ形式の楽曲。
9. 始めの一歩
10. 季節はずれ
11. GO★GO!!サウナ
「ゆず体育館ツアー2002 ユズモラス」では、会場を巻き込んで盛り上がった。
12. 3カウント
11枚目のシングル。JRA・CMソング。
13. 無力
北川本人もファンクラブ関連アイテムの中で「重い歌」と発言している。
後に、ベストアルバム『ゆずのね 1997-2007』にも収録された。
14. ユーモラス
最後のリフレインで北川がビートルズの「愛こそはすべて」を真似て「四時五分」のサビを歌っている。
後に、ベストアルバム『Going 2001-2005』にも収録された。

## 関連人物
- 寺岡呼人
- 村上隆